# Teatro Sheldonian

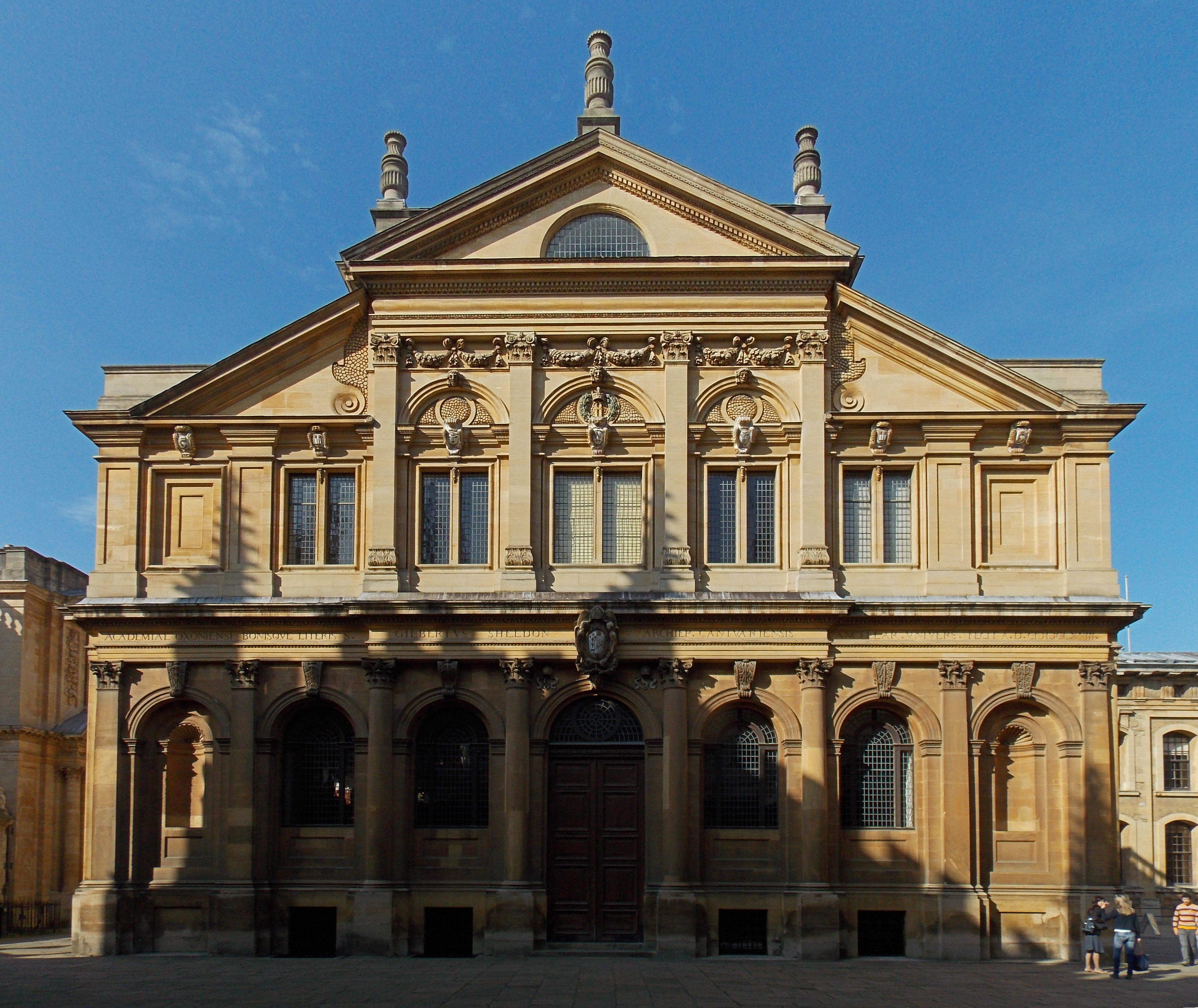
Vista de la fachada principal del teatro Sheldonian

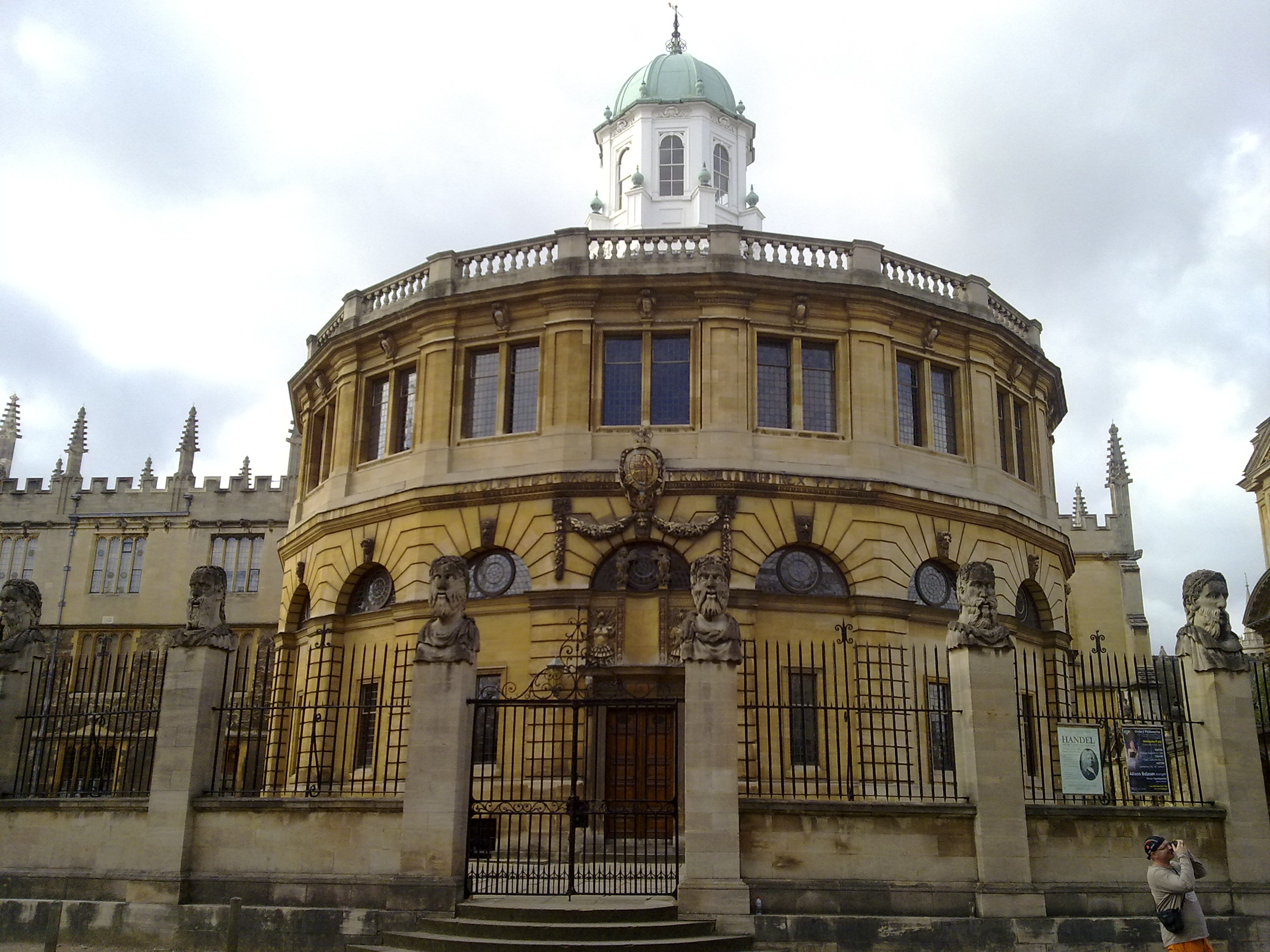
Vista del teatro Sheldonian desde Broad Street.

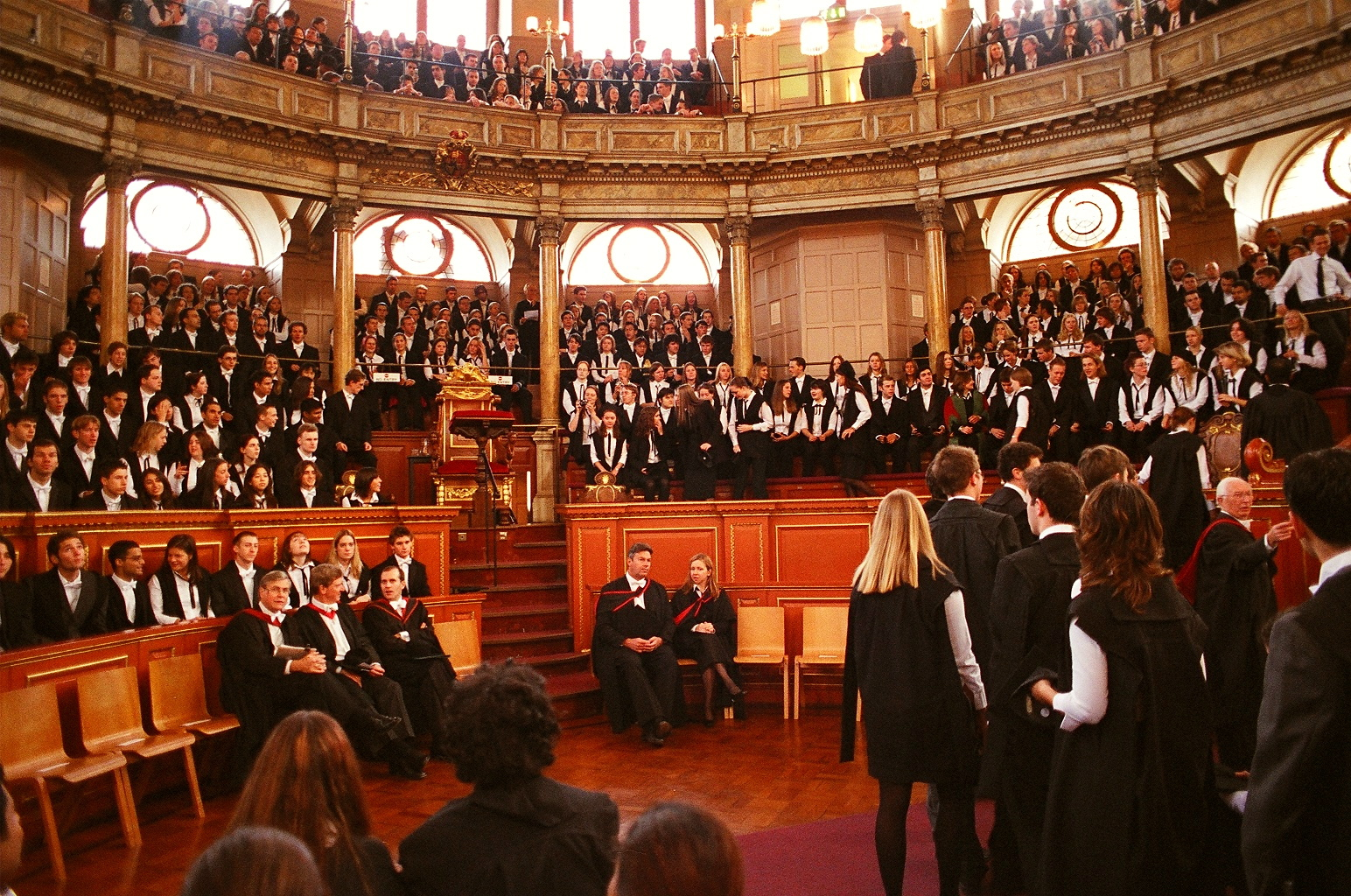
Vista del interior de la sala durante una ceremonia universitaria.

El Teatro Sheldonian, es una sala de conciertos de la ciudad de Oxford, Inglaterra, que se construyó entre 1664 y 1668 según un diseño del arquitecto Christopher Wren para la Universidad de Oxford. El edificio lleva el nombre de Gilbert Sheldon, rector de la Universidad durante su construcción y principal impulsor del proyecto. Se utiliza como sala de conciertos de música, conferencias y ceremonias de la Universidad, pero no para representaciones dramáticas.

## El edificio

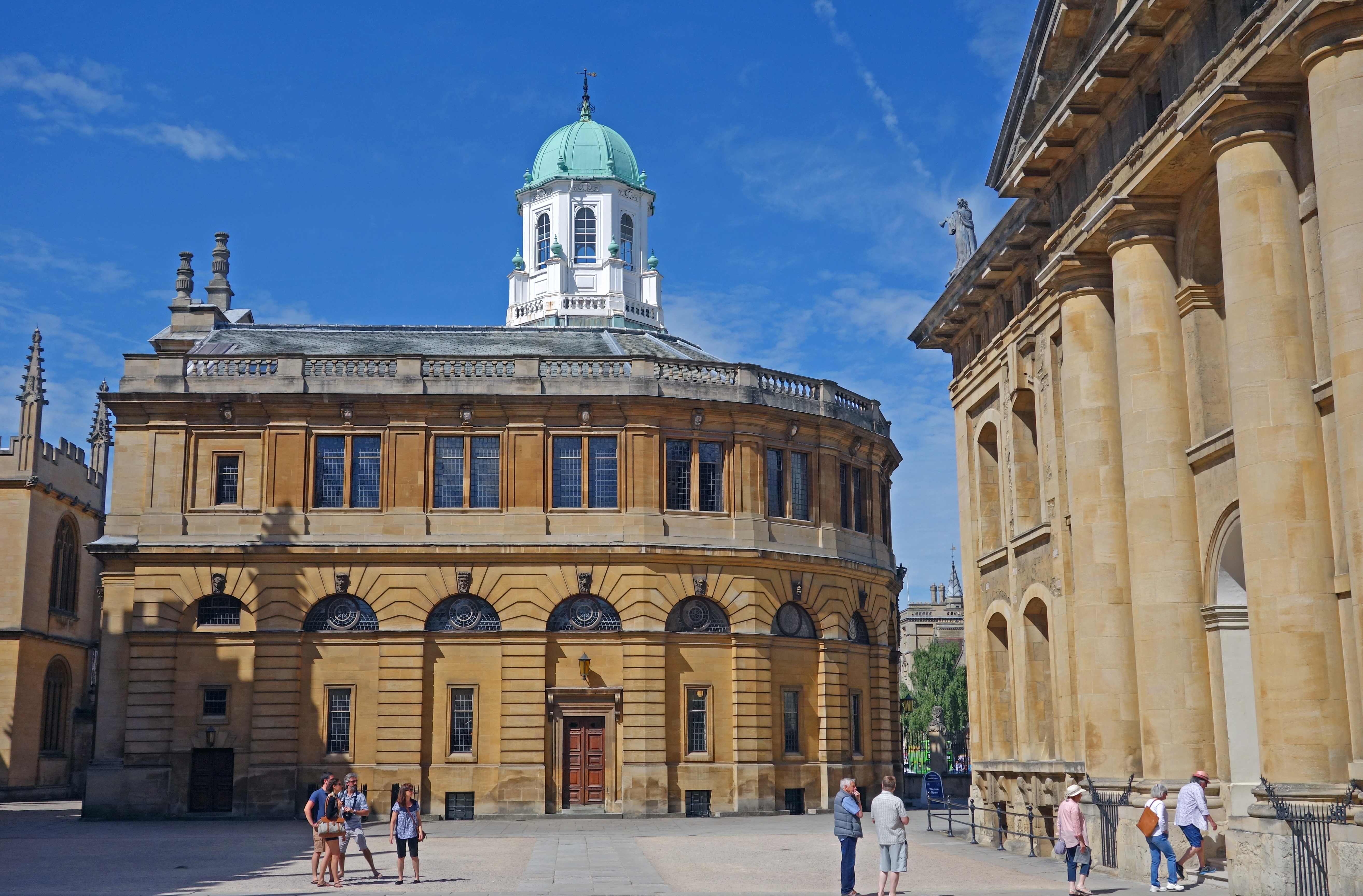
Broad St, Oxford OX1 3AZ, Reino Unido

La sala tiene una capacidad para entre 800 y 1.000 personas y cuenta con un prominente cúpula de forma octogonal, con grandes ventanales en todos sus lados que proporcionan destacadas vistas de centro de Oxford. El teatro forma parte de los terrenos de la vecina Biblioteca Bodleian. A su izquierda se encuentra el Clarendon Building y a su derecha el Museum of the History of Science. Detrás del Sheldonian está la Divinity School.
En la sala se estrenó en 1733, el tercer oratorio de Haendel, Athalia. Actualmente se utiliza para recitales de música, conferencias (como la Romanes Lectures) y algunas ceremonias universitarias como las de graduación y matrícula. Es la sede habitual de grupo musicales de la ciudad como la Oxford Philomusica y la banda Stornoway. Estos últimos fueron la primera banda de pop en actuar en este espacio.
El teatro ocupa un lugar destacado en la novela de Max Beerbohm de 1911, Zuleika Dobson y también aparecía en la película Heaven's Gate.